# 贝纳毛雷尔
贝纳毛雷尔，是西班牙安达卢西亚自治区格拉纳达省的一个市镇。总面积128平方公里，2001年普查人口總數為2383人，人口密度為每平方公里19人。